# Seuneubok Cantek
Seuneubok Cantek is een bestuurslaag in het regentschap Aceh Tamiang van de provincie Atjeh, Indonesië. Seuneubok Cantek telt 537 inwoners (volkstelling 2010).